# Rifugio Maria e Franco
Il rifugio Maria e Franco è un rifugio situato nel comune di Ceto (BS), in val Camonica, a 2.574 m s.l.m. È ubicato presso il passo Dernal, in posizione dominante sulla val Dois.

## Caratteristiche e informazioni
È di proprietà del Club Alpino Italiano (sez. di Brescia) e l'apertura è assicurata dal 15 giugno al 15 settembre. 
È dotato di un bivacco invernale sempre aperto.
Il rifugio è dotato di telefono (0364/634372).

## Accesso
- Dal lago di malga Bissina, in 3 ore - itinerario nº 242
- Dalle baite di val Paghera di Ceto, in 4,45 ore - itinerario nº 37
- Dalla località Raseghe di Valle di Saviore in 5 ore -itinerario nº 20

## Ascensioni
- Monte Re di Castello (2889 m). Ore 1,30
- Cima Dernal (2826 m). Ore 0,35
- Cima Rossola (2735 m). Ore 2
- Cima del Gellino (2775 m). Ore 1
- Monte Frisozzo (2897 m). Ore 2,30
- Cima Settentrionale del Tredenus (2786 m). Ore 2,30